# Intra-Frame

Eine Sequenz von Videobildern (frames), bestehend aus zwei Schlüsselbildern (I-frame), einem P-Bild (P-frame) und einem B-Bild (B-frame)

Ein Intra-Frame oder Schlüsselbild (englisch Intra Coded Frame, I-Frame bzw. Key frame) ist bei der Videokompression ein Einzelbild (frame), das unabhängig von anderen Einzelbildern dekodierbar ist. Bei der Inter-Frame-Kodierung werden mehrere Einzelbilder zu einer Bildergruppe (englisch Group of Pictures, GoP) zusammengefasst. Neben Intra-Frames gibt es Inter-Frames, die sich auf benachbarte Frames beziehen. Es gibt zwei Arten von Inter-Frames, die P- und die B-Bilder. Inter-Frames sparen gegenüber Intra-Frames Speicherplatz, da durch das Referenzieren auf Bildbereiche anderer Frames keine direkten Bilddaten, sondern lediglich Referenzangaben und Bewegungsvektor gespeichert werden.
Oft wird im kodierten Video zumindest eine Mindesthäufigkeit von Intra-Frames erzwungen, um die Menge beim wahlfreien Zugriff auf zu dekodierende Bilder (beispielsweise auch Einstieg in einen Stream) in einem sicheren Rahmen zu halten.
Bei MPEG-1 und -2 gibt es typischerweise ein Intra-Bild pro halber Sekunde, bei MPEG-4 oft etwa alle zehn Sekunden eines. Ab H.264 kann eine Bildergruppe mehrere I-Bilder enthalten.
Hauptsächlich für die Verwendung bei Video-Kameras gibt es Video-Codecs, die sich auf die Verwendung von Intra-Bildern beschränken:
- Apple ProRes
- AVC-Intra (Untermenge von H.264)
- DVCAM
- MiniDV
- Motion JPEG

Sie sind mit wenig Rechenaufwand kodierbar, in der Bildqualität unabhängig von Bildbewegung bei wahlfreiem Zugriff, benötigen aber vergleichsweise viel Speicherplatz, da keinerlei Rücksicht auf Ähnlichkeiten zu vorherigen bzw. nachfolgenden Frames genommen wird.
Die Verwendung von neuronalen Netzen für die Intra-Frame Prediction ist ein Forschungsgebiet.